# Клан Логан

Хрест клану Логан.

Герб вождів клану Логан.

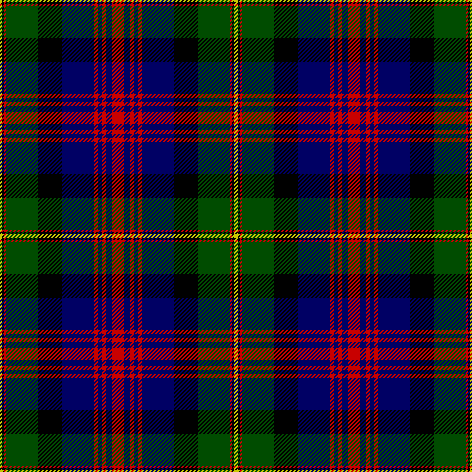
Тартан клану Логан.

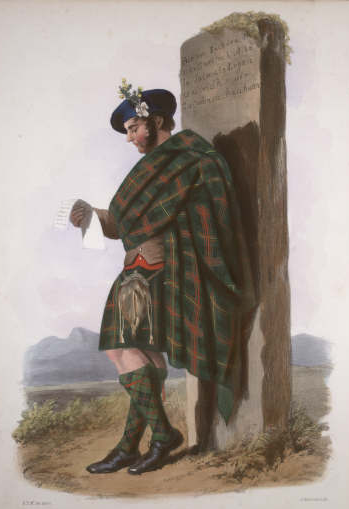
Чоловік з клану Логан у традиційному вбранні. Малюнок художника Р. Р. МакЙана 1845 року.

Клан Логан — (шотл. гельск. — Clan Logan) — один з кланів Шотландії. Володів землями як в рівнинній, так і в гірській частині Шотландії — Гайленді. На сьогодні клан не має свого вождя, визнаного герольдами, тому такий клан згідно шотландських звичаїв вважається не самостійним кланом, а «кланом зброєносців». Вважається, що він є спорідненим з кланом МакЛеннан.
Гасло клану: HOC MAJORUM VIRTUS — Це доблесть моїх предків (лат.)
Слоган клану: Druim-nan-deur — Друїм-нан-девр — Хребет сліз (гел.)
Символ клану: гілка рослини дрік (Ulex minor)
Ворожі клани: Макензі, МакРе
Землі клану: Росс, Берікшир

## Історія клану Логан
Назва клану Логан походить від назви земель на яких цей клан жив і якими володів. Земля Логан розташовано в Айрширі (Шотландія). Найперша згадка в літописах клану Логан відноситься до 1204 року — згадується Роберт Логан у грамоті щодо земель Інгібрістоун (шотл. — Ingilbristoun) — як свідок. Протягом XIII століття назва клану записувалась по різному. У документі «Рагман Роллс» 1296 року згадуються вожді септ клану Логан, які присягнули на вірність англійському королю Едуарду І Довгоногому після англійського завоювання Шотландії. Це були: Філіп де Логін, Турбрандус де Логін, Андрес де Логан, Ваутір Логан. Герб Ваутіра Логана прикрашав олень з малюнком щита між рогами на якому були три риски.
Волтер Логан — лорд Гарстід був шерифом Ланарк у 1301 році. У 1298 році він отримав землі Лус від Роберта Брюса. Волтер Логан двічі з'являється на зборах землевласників, чиї землі були конфісковані Едуардом І. Клопотання землевласників, у яких відібрали землі підтримує Роберт Брюс.
У Шотландії росло невдоволення англійським пануванням — шотландці повставали. До повстанців пішли і Логани. У 1306 році Домінус Волтер Логан потрапив в полон до англійців і був повішений в присутності Едуарда Карнавона — майбутнього англійського короля Едуарда II.
У 1330 році два Логани — два брати сер Роберт Логан і сер Волтер Логан загинули в Іспанії, супроводжуючи сера Джеймса Дугласа, що намагався відвести серце покійного короля Роберта І Брюса Шотландського на Святу Землю (в Палестину). Джеймс Дуглас і його супутники були задіяні в війну проти маврів королем Кастилії Альфонсо XI. Біля Кастільйо-де-ля-Естрелья армія кастильців зітнулася з сарацинами. Лицарі були оточені маврами і Джеймс Дуглас кинув наперед срібну скриньку з серцем короля і сказав: «Тепер я піду за тобою, як і слід мені згідно звичаю і переможу або загину!» Джеймс Дуглас і його супутники загинули в цій битві.
Головним осередком клану Логан був замок Ласталріг або Ресталріг, що біля Единбургу. Сер Роберт Логан з Ресталріг був одружений з Кетрін Стюарт — дочкою короля Роберта II Шотландського. У 1400 році сер Роберт Логан був призначений адміралом Шотландії.
У 1424 році сер Роберт Логан був одним із заручників, що приїхали в Англію щоб звільнити з полону короля Джеймса І Шотландського. Син Роберта Логана — Джон Логан став шерифом Единбургу за велінням короля Джеймса II Шотландського.
Останній вождь клану Логан, що мав титул барона був Роберт Логан з Ресталріг. Він був описаний сучасниками як «негідник і безбожник». Сер Вальтер Скотт описав його як «одного з найбільш похмурих символів цього темного століття».
Останній вождь клану Логан в Айршір відзначався дотепністю і ексцентричністю. Він став відомий зі збірника «Лейрд Логан», що був опублікований після його смерті і являє собою збірник анекдотів і каламбурів. В нього була одна дочка, що вийшла заміж за вождя клану Кемпбелл.

## Відносини з кланом МакЛеннан
На сьогодні клани Логан та МакЛеннан мають спільний тартан, що описаний істориком Джеймсом Логаном у 1831 році в книзі «Scottish Gaël» — «Шотландські гели (кельти)».
Вважається, що клани Логан і МакЛеннан споріднені — засновник клану МакЛеннан був правнуком Гіллегорма Логана (вождя клану Логан у 1372 році). Клан МакЛеннан був підпорядкований кланам Фрайзер та МакКензі в різний час.